# 雄平東部広域農道
雄平東部広域農道（ゆうへいとうぶこういきのうどう）は、秋田県横手市から秋田県湯沢市を結ぶ、広域の農免道路である。愛称は、「雄平フルーツライン」。

## 概要
信号が少なく、横手市と湯沢市稲川地区とを山間部のみを縫うように直結している。また本路線の起点は奥羽山麓大規模農道（みずほの里ロード）の起点から至近距離にあり、両路線を通して通行すれば湯沢市稲川地域・雄勝郡東成瀬村・横手市増田地域と仙北市角館・田沢湖方面、および両農道沿線各地域相互の交通も可能である。
車窓にリンゴの果樹園が続く区間が多い。
- 総延長:14.6km
  - 起点：秋田県横手市前郷（国道107号・秋田県道272号御所野安田線交点（地域振興局入口交差点））
  - 終点：秋田県湯沢市駒形町
  - 通行不能区間：特になし
  - 冬季閉鎖区間：不明

## 沿革
- 1978年（昭和57年度）- 事業着手。
- 2001年（平成13年）3月27日 - 全線開通[1]。

## 通過市町村
- 秋田県
  - 横手市 - 湯沢市

## 交差する道路
- 国道342号：横手市増田町増田付近

## 主なトンネルと橋
- 防山トンネル（横手市）
- 成瀬大橋（成瀬川）